# Starší doba železná na území Česka
Starší doba železná nebo doba halštatská je v české archeologii období od 800 př. n. l. do 400 př. n. l., je charakterizováno rozvojem technologie zpracování železa, nárůstem kontaktů s kulturami antického Středomoří i východních oblastí Evropy. Výrazně se profilují elitní vrstvy obyvatelstva, které přejímají vzorce chování ze Středomoří, jako je prestižní úloha picích rituálů či jízdy na koni. Rozrůzňuje se struktura společnosti, vznikají opevněná i neopevněná sídla různých velikostí a úloh. V pohřebním ritu se prosazuje ukládání nespálených těl a rozmanité zvyklosti v konstrukci hrobů i v hrobové výbavě také dokládají komplexitu tehdejší společnosti. Technologické inovace zahrnují výrobu železa, hrnčířský kruh, techniky rostlinné výroby a podobně.  
Doba halštatská (podle rakouského města Hallstatt) navazuje na předcházející dobu bronzovou. Po zániku kultur popelnicových polí zasahuje na území Česka kulturní okruh halštatský, a to západohalštatský v Čechách a východohalštatský na Moravě. Na severu se plynule vyvíjí okruh lužických popelnicových polí. Zatímco první období do cca 550 př. n. l. je charakterizováno kulturní variabilitou, v následující pozdní době halštatské se střední Evropa dostává do úzkého kontaktu se Středomořím, rozdíly se smývají a nelze již rozlišovat jednotlivé kultury. Před završením doby halštatské vzniká nový laténský styl osobitě inspirovaný etruským, řeckým a východním uměním, který se rozvíjí i v následujícím laténském období. V závěru periody zanikají výšinná sídla, pohřbívání na dosavadních pohřebištích ustává. To je počátek doby laténské, z historického hlediska spojovaný s keltskou expanzí.  

## Chronologické členění doby halštatské
V Česku užívaná relativní chronologie tohoto období vychází z periodizace Paula Reinecka ze stupňů Ha C, Ha D a LT A. Rovněž užívaná absolutní chronologie vypracovaná Janem Bouzkem a Drahomírem Kouteckým se opírá o několik přírodovědně určených dat z území Bavorska a Alsaska, které jí rámcově odpovídají.
- stupeň Ha C1 800–725
- stupeň Ha C2 725–650
- stupeň Ha C3 650–600
- stupeň Ha D1 600–550
- stupeň Ha D2-D3 550–450 pozdní doba halštatská
- stupeň LT A 480–400(380) pozdní doba halštatská / časná doba laténská

## Lokality
Mezi významnější lokality na území dnešní České republiky patří například Hradenín u Kolína, Lhotka nad Labem u Litoměřic, Straškov u Roudnice nebo Lovosice.  